# Beihai
Beihai (cinese: 北海; pinyin: Běi Hǎi) è una città-prefettura della Cina nella provincia del Guangxi.

## Storia
Nel 1876 furono firmati i trattati di Yantai fra la Cina della Dinastia Song e Thomas Wilde (Regno Unito), famoso per l'omonimo sistema di romanizzazione.

## Amministrazione

### Gemellaggi
- Gold Coast, dal 1997